# Гетто в Логойске
Гетто в Лого́йске (июль 1941 — 30 августа 1941) — еврейское гетто, место принудительного переселения евреев посёлка Логойск Минской области и близлежащих населённых пунктов в процессе преследования и уничтожения евреев во время оккупации территории Белоруссии войсками нацистской Германии в период Второй мировой войны.

## Оккупация Логойска и создание гетто
В январе 1939 года в посёлке (с 1998 года — город) Логойск проживало 864 еврея — 25 % жителей.
Логойск был захвачен немецкими войсками 2 июля 1941 года, и оккупация продлилась 3 года — до 2 июля 1944 года. Эвакуироваться успело только небольшое число евреев.

## Условия в гетто
После оккупации немцы, реализуя нацистскую программу уничтожения евреев, организовали в местечке гетто. Евреев не переселили на новое место, а оставили в своих домах, и, таким образом, территорией гетто стал район прежнего компактного проживания евреев Логойска.
Гетто не было огорожено, но евреям запрещалось выходить за границы посёлка, и каждый день с утра их отправляли на тяжелые принудительные работы.

## Уничтожение гетто

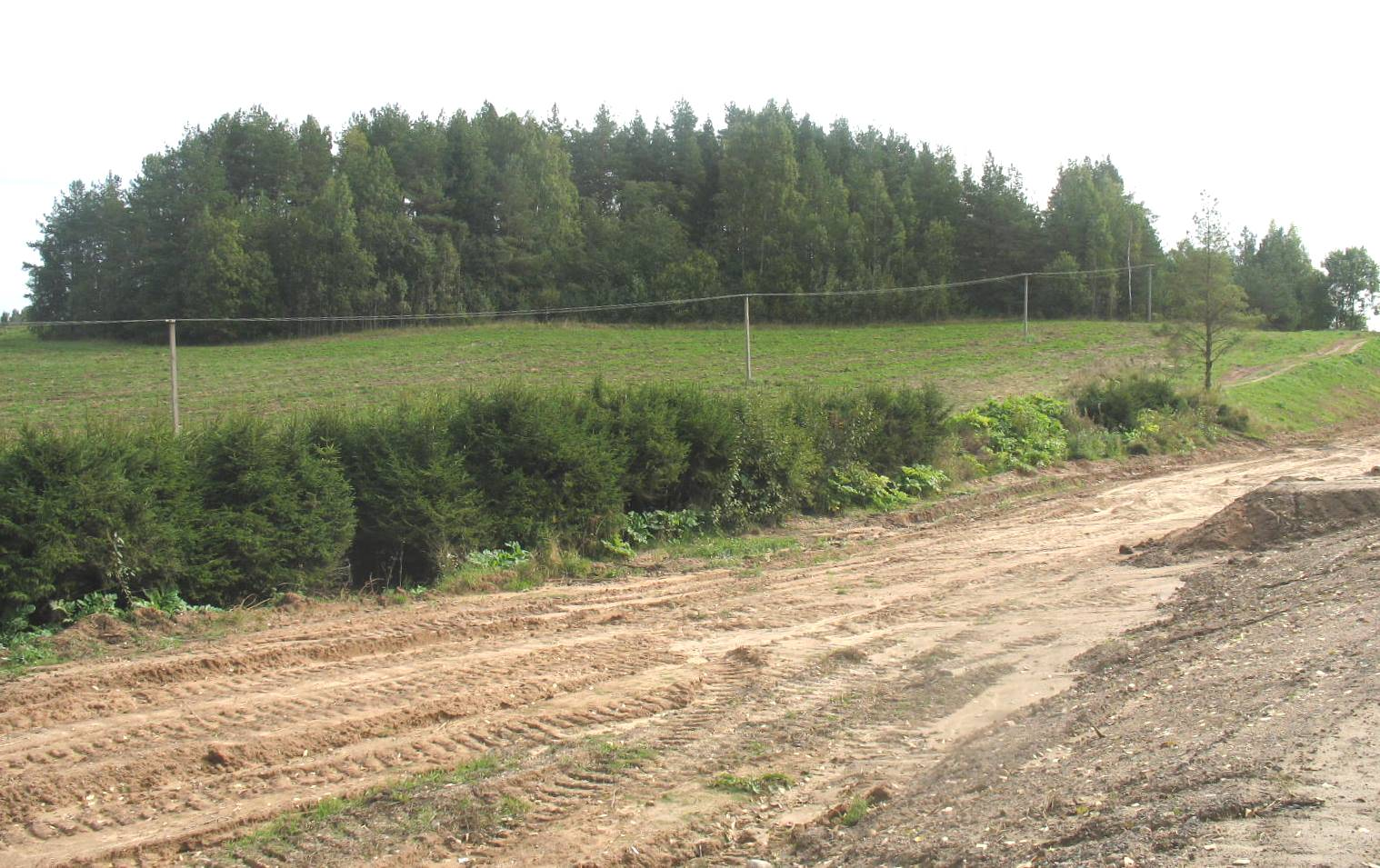
Вид на урочище Ивановщина

27 августа 1941 года немцы собрали евреев Логойска на городской площади и приказали им собрать ценности для выплаты «контрибуции».
28 августа евреям старшего возраста было приказано явиться на центральную площадь поселка. Затем их погнали колонной на окраину города к подножию холма и приказали выкопать ров, а потом отпустили по домам. Люди посчитали, что рыли окопы.
Утром 30 августа 1941 года всем евреям снова было велено собраться на площади. Местные белорусские полицейские согнали их в одно большое здание, которое в посёлке называлось «Старая школа». После этого в Логойск приехали немцы из айнзатцгруппы Б и подразделение СС. Евреев перерегистрировали, соврав, что их переводят в соседнюю деревню Гайна. Затем людей тремя отдельными группами — женщины с детьми, старики и остальные — погнали по дороге через поле к ямам на место убийства. Там, в одном километре от Логойска, около дороги на Гайну, евреям приказали сесть и раздеться. Каратели окружили людей кольцом, а затем к ним подогнали колонну евреев из Гайны (10 километров от Логойска), которых тоже обманули «переселением» (до войны в Гайне было 25 еврейских домов из 400 дворов). Людей заводили ко рву и два немца расстреливали их из пулемета.

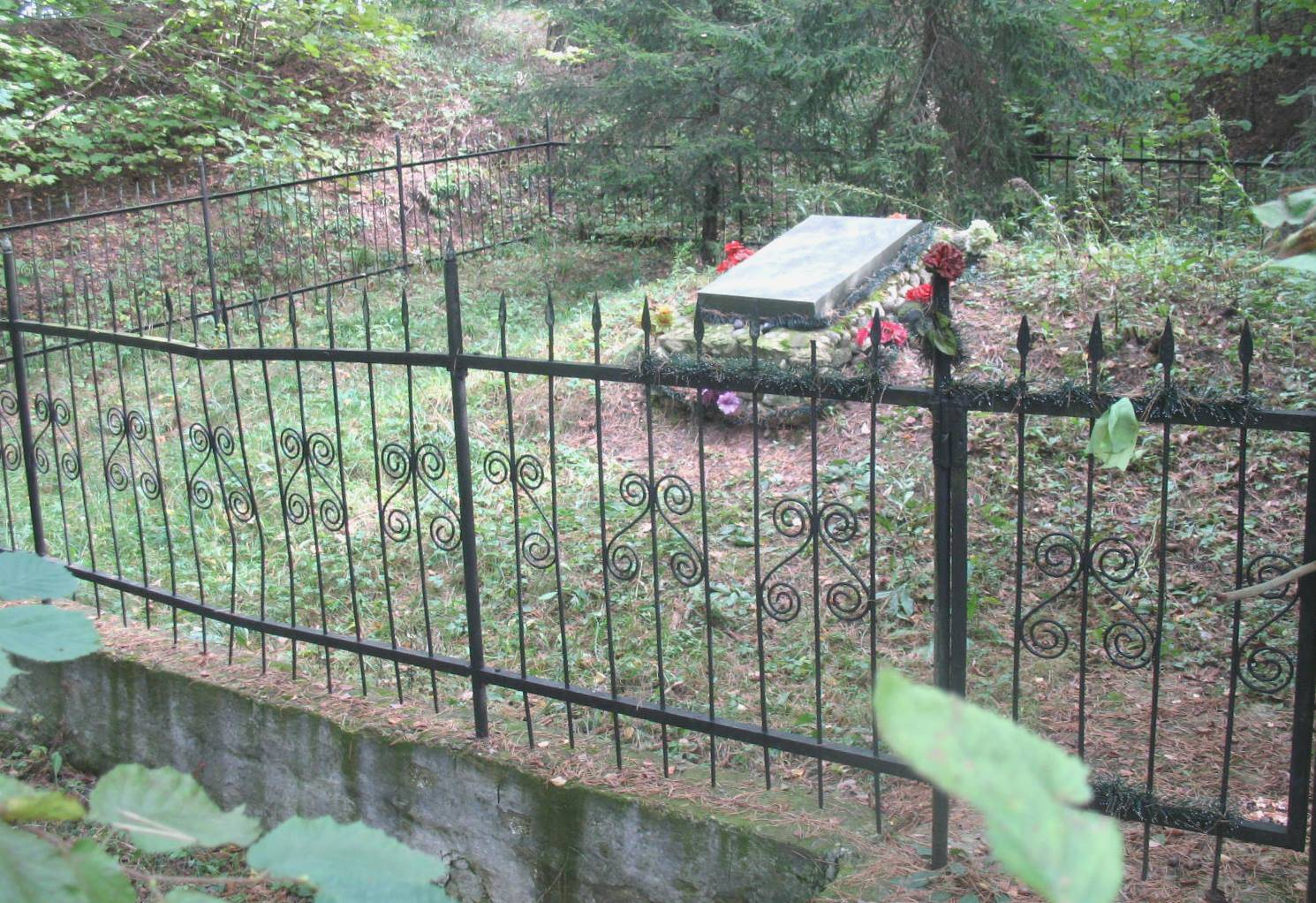
Памятник на братской могиле, установленный в 1950-е годы

Во время этой «акции» (таким эвфемизмом нацисты называли организованные ими массовые убийства) были убиты, по разным данным, от 920 до 1200 евреев.
В сентябре 1941 года на том же месте были расстреляны ещё от 60 до 100 евреев, пойманных за это время немцами и «бобиками» (так в народе презрительно называли полицаев).

## Случаи спасения и «Праведники народов мира»

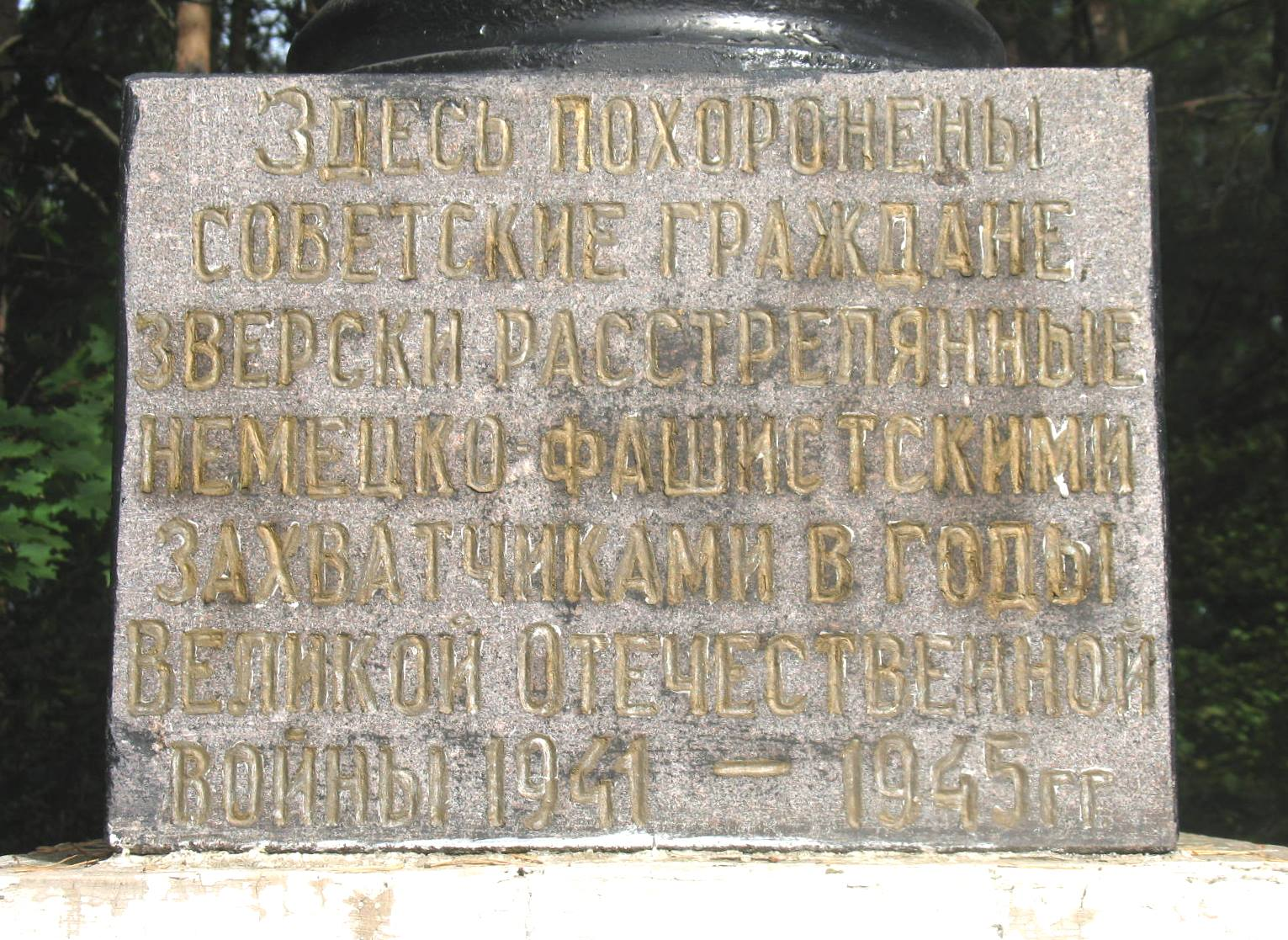
Надпись на памятнике 1970-х годов

30 августа 1941 года перед расстрелом молодой еврей Шмулик Раскин напал на ближайшего немца с перочинным ножом, а другой еврей-парикмахер взял с собой бритву и полоснул по шее конвоира. Воспользовавшись коротким замешательством карателей, 12 человек разбежались, и некоторым из них удалось добраться до леса и спастись.
Братья Леонид и Абрам Коссовские спаслись и ушли в партизаны. Спаслась и Лиза Альперина. Среди партизан в логойских лесах вообще было много евреев, а партизанской бригадой «Штурмовая» командовал Иосиф Фогель.
В Логойске 3 человека были удостоены почетного звания «Праведник народов мира» от израильского мемориального института «Яд Вашем» «в знак глубочайшей признательности за помощь, оказанную еврейскому народу в годы Второй мировой войны». Это Ходосевичи Антонина, Петр и Янина, которые спасли Канторович (Зисерман) Тамару и Баркана Рафаила.

## Память
Во время Холокоста в Логойске были замучены и убиты 1300 (1400) евреев.
Оба места массового расстрела находятся в одном месте, в 1,5 километра на северо-запад от Логойска (направление на деревни Гайна и Калачи) в урочище Ивановщина, в ста метрах одно от другого, в небольшом леске на холме справа от дороги Р66. С обочины трассы к холму ведет лестница и мощеная плиткой дорожка.
На холме расположены несколько памятников. Один, смотрящий на трассу, общий для всех убитых в Логойске в 1941—1944 годах, установлен на месте убийства в конце 1970-х годов по инициативе бывших логойских евреев. Надпись на нём гласит: «Здесь похоронены советские граждане, жестоко расстрелянные немецко-фашистскими захватчиками во время Великой Отечественной войны 1941—1945 гг.». Дальше стоит неизвестного происхождения надмогильный камень с надписью на иврите: «Здесь похоронена женщина Фрума дочь р. Моше Фишеля, скончалась 5 сивана 1925». В нескольких метрах от этого камня находится братская могила жертв геноцида евреев, а на ней — установленная в 1950-х годах плита в металлической ограде. Позже (в 1967) на месте убийства была установлена дополнительная мемориальная доска с надписью на русском языке: «Евреи мирные жители г.п. Логойск — жертвы фашизма 1941—1944, расстрелянные 30 августа 1941». Ещё немного дальше, метрах в десяти, находится могила семьи Ходасевичей — Праведников народов мира. Кроме того, в урочище стоит памятник партизанам.
Евреи, включая некоторых выживших, — из Москвы, Ленинграда, Минска, Логойска и других мест — собирались на этом месте в годовщины убийства. Особенно многолюдными эти мероприятия были в 1961, 1971 и 1981 годах.
26 августа 2008 года в Нью-Йорке в парке памяти жертв Холокоста на Шипсхед-Бей был установлен памятник в виде камня, посвященный памяти убитых евреев Логойска.
Опубликованы неполные списки убитых в Логойске евреев.